# تپه جهانشاه قیطول
تپه جهانشاه قیطول مربوط به دوره اشکانیان - دوران‌های تاریخی پس از اسلام است و در شهرستان هرسین، بخش بیستون، روستای قیطول واقع شده و این اثر در تاریخ ۳۰ تیر ۱۳۸۴ با شمارهٔ ثبت ۱۲۱۸۲ به‌عنوان یکی از آثار ملی ایران به ثبت رسیده است.